# Seroalbúmina
La seroalbúmina o albúmina sérica es una de las proteínas más importante del plasma de la sangre. Las concentraciones bajas de esta sustancia se presentan en las personas que padecen de malnutrición, inflamación y enfermedades graves del hígado y el riñón.

## Función
La seroalbúmina se encarga de transportar sustancias de naturaleza química muy diversa, como ácidos grasos, aminoácidos, esteroides, metales (como el calcio), y numerosos fármacos, facilitando la transferencia de muchas de ellas desde la circulación sanguínea a órganos como el hígado, el riñón, el intestino y el cerebro. Por este motivo existen receptores de superficie para seroalbúmina en las células de estos órganos. Su principal función es regular la presión coloidosmótica de la sangre, y presenta una gran afinidad por pequeñas moléculas hidrofóbicas cargadas negativamente. La seroalbúmina está formada por 585 aminoácidos.